# Manuel Mejuto González
Manuel Mejuto González (La Felguera, 1965. április 16. –) spanyol nemzetközi labdarúgó-játékvezető. Lakóhelye La Felquera. Egyéb foglalkozása köztisztviselő, könyvelő.

## Pályafutása

### Nemzeti játékvezetés
A játékvezetésből 1979-ben vizsgázott, 1995-ben lett az I. Liga játékvezetője. A szakemberek értékelése alapján korának legjobb spanyol játékvezetője. Vezetett bajnoki mérkőzéseinek száma: 248 (2009). A mérkőzéseken 1055 sárga lapot (4,25 átlag), 31 sárga-piros lapot (átlag 34 mérkőzésenként egy ilyen esete volt) és 16 piros lapot (átlag 65,9 mérkőzésenként egyet) mutatott fel. A játékvezetők ellenőrzésének gyakorlatában ez kifejezetten kiváló átlag. A nemzeti játékvezetéstől 2010-ben búcsúzott.

### Nemzetközi játékvezetés
A Spanyol labdarúgó-szövetség Játékvezető Bizottsága (JB) terjesztette fel nemzetközi játékvezetőnek, a Nemzetközi Labdarúgó-szövetség (FIFA) 1999-től tartotta nyilván bírói keretében. Több nemzetek közötti válogatott és klubmérkőzést vezetett, vagy működő társának 4. bíróként segített. Az Európai Labdarúgó-szövetség (UEFA) Játékvezető Bizottsága (JB) az elit játékvezetői csoportban foglalkoztatta. 2003 nyarán lépett elő Spanyolország első számú játékvezetőjévé, ugyanis Antonio López Nieto ekkor vonult vissza. Működése idején Európa egyik legtapasztaltabb játékvezetője volt. A spanyol nemzetközi játékvezetők rangsorában, a világbajnokság-Európa-bajnokság sorrendjében az 1. helyet foglalja el 26 találkozó szolgálatával. Európai-kupamérkőzések irányítójaként az örök ranglistán a 24. helyet foglalja el 45 találkozó vezetésével. Az aktív nemzetközi játékvezetéstől 2010-ben a FIFA 45 éves korhatárát elérve búcsúzott. Válogatott mérkőzéseinek száma: 32.
| Időpont           | Helyszín                   | Mérkőzés típusa            | Mérkőzés             | Eredmény | Nézők száma |
| ----------------- | -------------------------- | -------------------------- | -------------------- | -------- | ----------- |
| 1999. február 10. | Garibaldi Stadion, Pisa    | első válogatott mérkőzés   | Olaszország–Norvégia | 0 : 0    | 17 651      |
| 2009. október 10. | Parken Stadion, Koppenhága | utolsó válogatott mérkőzés | Dánia–Svédország     | 1 : 0    | 37 751      |

#### Labdarúgó-világbajnokság

##### U20-as labdarúgó-világbajnokság
Argentína rendezte a 13., a 2001-es ifjúsági labdarúgó-világbajnokságot, ahol a FIFA JB hivatalnokként mutatta be a részvevőknek.

###### 2001-es ifjúsági labdarúgó-világbajnokság
| Időpont          | Helyszín                                   | Mérkőzés típusa              | Mérkőzés        | Eredmény | Nézők száma |
| ---------------- | ------------------------------------------ | ---------------------------- | --------------- | -------- | ----------- |
| 2001. június 21. | Newell's Old Boys Stadion, Rosario         | csoportmérkőzés (D. csoport) | Japán–Angola    | 1 : 2    | 2 000       |
| 2001. június 24. | José María Minella Stadion, Mar del Plata  | csoportmérkőzés (F. csoport) | Paraguay–Irán   | 2 : 0    | 6 000       |
| 2001. július 1.  | Olímpico Chateau Carreras Stadion, Córdoba | egyik negyeddöntő            | Ghána–Brazília  | 2 : 1    | 11 000      |
| 2001. július 8.  | José Amalfitani Stadion, Buenos Aires      | döntő                        | Argentína–Ghána | 3 : 0    | 32 000      |

---
A világbajnoki döntőhöz vezető úton Dél-Koreába és Japánba a XVII., a 2002-es labdarúgó-világbajnokságra, Németországba a XVIII., a 2006-os labdarúgó-világbajnokságra és Dél-Afrikába a XIX., a 2010-es labdarúgó-világbajnokságra a FIFA JB bíróként alkalmazta. Nem volt ott 2006-ban a világbajnokság döntő találkozóin. Az új rendszer szerint - ha a játékvezető valamelyik partbírója nem teljesíti a cooper tesztet, akkor nem vehet részt a tornán - így Herbert Fandel mellett ő volt a másik nagy vesztes 2010-ben.

##### 2002-es labdarúgó-világbajnokság

###### Selejtező mérkőzés
| Időpont             | Helyszín                       | Mérkőzés típusa                 | Mérkőzés                  | Eredmény | Nézők száma |
| ------------------- | ------------------------------ | ------------------------------- | ------------------------- | -------- | ----------- |
| 2001. március 24.   | Windsor Park Stadion, Belfast  | előselejtező (3. csoport)       | Észak-Írország–Csehország | 0 : 1    | 10 368      |
| 2001. szeptember 5. | Roi Baudouin Stadion, Brüsszel | előselejtező (6. csoport)       | Belgium–Skócia            | 2 : 0    | 43 500      |
| 2001. november 10.  | Ernst Happel Stadion, Bécs     | csoport-rájátszás (1. mérkőzés) | Ausztria–Törökország      | 0 : 1    | 50 000      |

##### 2006-os labdarúgó-világbajnokság

###### Selejtező mérkőzés
| Időpont             | Helyszín                   | Mérkőzés típusa           | Mérkőzés              | Eredmény | Nézők száma |
| ------------------- | -------------------------- | ------------------------- | --------------------- | -------- | ----------- |
| 2004. szeptember 4. | Dinamo Stadion, Moszkva    | előselejtező (3. csoport) | Oroszország–Szlovákia | 1 : 1    | 11 500      |
| 2004. október 9.    | Olimpiai Stadion, Kijev    | előselejtező (2. csoport) | Ukrajna–Görögország   | 1 : 1    | 56 000      |
| 2005. március 30.   | Ernst Happel Stadion, Bécs | előselejtező (6. csoport) | Ausztria–Wales        | 1 : 0    | 29 500      |
| 2005. június 4.     | Ullevaal Stadion, Oslo     | előselejtező (5. csoport) | Norvégia–Olaszország  | 0 : 0    | 24 829      |
| 2005. szeptember 3. | İnönü Stadion, Istanbul    | előselejtező (2. csoport) | Törökország–Dánia     | 2 : 2    | 29 721      |
| 2005. október 12.   | Olimpiai Stadion, Helsinki | előselejtező (1. csoport) | Finnország–Csehország | 0 : 3    | 11 234      |

##### 2010-es labdarúgó-világbajnokság

###### Selejtező mérkőzés
| Időpont             | Helyszín                         | Mérkőzés típusa           | Mérkőzés                     | Eredmény | Nézők száma |
| ------------------- | -------------------------------- | ------------------------- | ---------------------------- | -------- | ----------- |
| 2008. október 11..  | FKCrvena Zvezda Stadion, Belgrád | előselejtező (7. csoport) | Szerbia–Litvánia             | 3 : 0    | 22 000      |
| 2009. szeptember 5. | Śląski Stadion, Chorzów          | előselejtező (3. csoport) | Lengyelország–Észak-Írország | 1 : 1    | 38 914      |
| 2009. október 10.   | Parken Stadion, Koppenhága       | előselejtező (1. csoport) | Dánia–Svédország             | 1 : 0    | 37 800      |

#### Labdarúgó-Európa-bajnokság
Az európai-labdarúgó torna döntőjéhez vezető úton Portugáliába a XII., a 2004-es labdarúgó-Európa-bajnokságra és Ausztriába és Svájcba a XIII., a 2008-as labdarúgó-Európa-bajnokságra az UEFA JB játékvezetőként foglalkoztatta.

##### 2004-es labdarúgó-Európa-bajnokság

###### Selejtező mérkőzés
| Időpont           | Helyszín                        | Mérkőzés típusa           | Mérkőzés                   | Eredmény | Nézők száma |
| ----------------- | ------------------------------- | ------------------------- | -------------------------- | -------- | ----------- |
| 2002. október 12. | San Paolo Stadion, Nápoly       | előselejtező (9. csoport) | Olaszország–Jugoszlávia    | 1 : 1    | 50 000      |
| 2003. március 29. | Nemzeti Stadion, Bukarest       | előselejtező (2. csoport) | Románia–Dánia              | 2 : 5    | 55 000      |
| 2003. október 11. | Puskás Ferenc-stadion, Budapest | előselejtező (4. csoport) | Magyarország–Lengyelország | 1 : 2    | 12 000      |

###### Európa-bajnoki mérkőzés
| Időpont          | Helyszín                            | Mérkőzés típusa              | Mérkőzés             | Eredmény | Nézők száma |
| ---------------- | ----------------------------------- | ---------------------------- | -------------------- | -------- | ----------- |
| 2004. június 14. | Afonso Henriques Stadion, Guimarães | csoportmérkőzés (C. csoport) | Dánia–Olaszország    | 0 : 0    | 29 595      |
| 2004. június 19. | Municipal Stadion, Aveiro           | csoportmérkőzés (D. csoport) | Csehország–Hollandia | 2 : 3    | 29 935      |

##### 2008-as labdarúgó-Európa-bajnokság

###### Selejtező mérkőzés
| Időpont             | Helyszín                        | Mérkőzés típusa           | Mérkőzés                | Eredmény | Nézők száma |
| ------------------- | ------------------------------- | ------------------------- | ----------------------- | -------- | ----------- |
| 2007. március 28.   | Petrol Stadion, Celje           | előselejtező (G. csoport) | Szlovénia–Hollandia     | 0 : 1    | 9 500       |
| 2007. június 2.     | Olimpiai Stadion, Helsinki      | előselejtező (A. csoport) | Finnország–Szerbia      | 0 : 2    | 33 615      |
| 2007. szeptember 8. | Millennium Stadion, Cardiff     | előselejtező (D. csoport) | Wales–Németország       | 0 : 2    | 31 000      |
| 2007. október 17.   | Ali Sami Yen Stadion, Isztambul | előselejtező (C. csoport) | Törökország–Görögország | 0 : 1    | 24 000      |
| 2007. november 17.  | Hampden Park Stadion, Glasgow   | előselejtező (B. csoport) | Skócia–Olaszország      | 1 : 2    | 53 300      |

###### Európa-bajnoki mérkőzés
Az Ausztria – Németország mérkőzésen ritkán előforduló fegyelmezést alkalmazott, a túlzott erőszakossággal a negyedik játékvezetőnél reklamáló, egymással is összekapó két szövetségi kapitányt Joachim Löwt és Josef Hickersbergert a lelátóra küldte. 
| Időpont          | Helyszín                   | Mérkőzés típusa              | Mérkőzés              | Eredmény | Nézők száma |
| ---------------- | -------------------------- | ---------------------------- | --------------------- | -------- | ----------- |
| 2008. június 9.  | Letzigrund Stadion, Zürich | csoportmérkőzés (C. csoport) | Románia–Franciaország | 0 : 0    | 30 585      |
| 2008. június 16. | Ernst Happel Stadion, Bécs | csoportmérkőzés (B. csoport) | Németország–Ausztria  | 0 : 1    | 51 428      |

#### Nemzetközi kupamérkőzések
Vezetett Kupa-döntők száma: 1.

##### UEFA-bajnokok ligája
Az 51. játékvezető – a 3. spanyol – aki UEFA-bajnokok ligája döntőt vezetett.
| Időpont         | Helyszín                  | Mérkőzés típusa | Mérkőzés              | Eredmény | Nézők száma |
| --------------- | ------------------------- | --------------- | --------------------- | -------- | ----------- |
| 2005. május 25. | Atatürk Stadion, Istambul | döntő           | AC Milan–Liverpool FC | 3 : 3    | 70 024      |

#### A magyar labdarúgó-válogatott mérkőzései (1902–1929)
| Időpont             | Helyszín                        | Mérkőzés típusa          | Mérkőzés                 | Eredmény | Nézők száma |
| ------------------- | ------------------------------- | ------------------------ | ------------------------ | -------- | ----------- |
| 2007. augusztus 22. | Puskás Ferenc Stadion, Budapest | 821. válogatott mérkőzés | Magyarország–Olaszország | 3 : 1    | 34 906      |

## Sikerei, díjai
- AZ Emilio Carlos Guruceta emlékére alapított Guruceta Serleget évenként a Newspaper Marca munkatársai által készített szakmai értékelés alapján a spanyol liga legjobbja kapja az Év Játékvezetőjeként. Ezt a kitüntető megtiszteltetést 2002-ben, 2003-ban és 2004-ben vehette át.
- Az Award Don Balón egy tekintélyes egyéni futballdíj 1976-ból, a Don Balón sportmagazin munkatársai által minden évben elkészített szakmai értékelés alapján a spanyol liga legjobbja kapja. Eredményes nemzeti- és nemzetközi sporttevékenysége alapján (1997, 1999, 2003, 2006, 2008) években ezt a díjat ő vehette át.
- A IFFHS (International Federation of Football History & Statistics)  1987-2011 évadokról tartott nemzetközi szavazásán 151, játékvezető besorolásával minden idők 23, legjobb bírójának rangsorolta. A 2008-as szavazáshoz képest 3 pozíciót hátrább lépett.